# Ксі1 Стрільця
Ксі1 Стрільця  (ξ1 Стрільця) — одиночна  зірка блакитно-білого відтінку в зодіакальному сузір'ї Стрільця. Його видно неозброєним оком з видимою візуальною величиною +5,06.  На основі невеликого річного зсуву паралакса 1,58 мас, як видно із Землі,  ця система розташована приблизно на 2100 світлових років від Сонця.
Це масивна зірка-надгігант із зоряною класифікацією B9/A0 Ib. Маючи приблизно 7,8 мас Сонця та вік близько 40 мільйонів років, вона вичерпала водень у своєму ядрі, що спричинило її розширення приблизно до 15-кратного радіуса Сонця. Вона випромінює зі своєї фотосфери в 2753 разів більшу яскравість Сонця при ефективній температурі близько 9400 К. 